# Gareth Jones (Musikproduzent)
Gareth Jones (* 1954 in Warrington, Lancashire) ist ein britischer Musikproduzent, der mit Bands wie Depeche Mode, Einstürzende Neubauten, Wire, Nena oder Erasure arbeitete. Nachdem er in Wien tätig gewesen war, wechselte er nach Berlin, wo er in den Hansa-Tonstudios arbeitete.
Jones gilt als Pionier der digitalen Aufnahmetechnik.

## Werk
- John Foxx – Metamatic (1980)
- Depeche Mode – Construction Time Again (1983)
- Blaine L. Reininger – Night Air (1983)
- Depeche Mode – Some Great Reward (1984)
- Einstürzende Neubauten – ½ Mensch (1985)
- Depeche Mode – Black Celebration (1986)
- Einstürzende Neubauten – Fünf auf der nach oben offenen Richterskala (1987)
- Wire – The Ideal Copy (1987)
- Wire – A Bell Is a Cup... Until It Is Struck (1988)
- Crime and the City Solution – The Bride Ship (1989)
- Nena - Wunder gescheh'n (1989)
- Nick Cave and the Bad Seeds – The Good Son (1989)
- Erasure – Wild! (1989)
- Anything Box – Worth (1990)
- Erasure – Erasure (1995)
- Depeche Mode – Ultra (1997)
- Erasure – Cowboy (1997)
- Indochine – Dancetaria (1999)
- Clinic – Internal Wrangler (2000)
- Depeche Mode – Exciter (2001)
- Indochine – Paradize (2002)
- Interpol – Turn on the Bright Lights (2002)
- Erasure – Other People’s Songs (2003)
- Mesh – We Collide (2006)
- Erasure – Light at the End of the World (2007)
- These New Puritans – Beat Pyramid (2008)
- Grizzly Bear – Veckatimest (2009)
- Isaac Junkie feat. Andy Bell – Breathing Love (EP Limited Edition) (2014)
- Erasure – Snow Globe (2013)